# قرة جغة (فاروج)
قرة جغة (بالفارسية: قره‌جقه) هي مستوطنة تقع في منطقة سانجار الريفية Sangar Rural District) في إيران. يقدر عدد سكانها بـ 76 نسمة بحسب إحصاء 2016.